# ادو دارسینا
ادو دارسینا (به پرتغالی: Eduardo Luis Abonízio de Souza) مدافع اهل برزیل است که در شهر دراسینا و در تاریخ ۱۸ مهٔ ۱۹۸۱ به دنیا آمده‌است.
ادو دارسینا در تیم‌های فوتبال Guarani ،Olympiacos،کروزیرو،فنرباغچه، سانتوس سابقهٔ حضور دارد. این بازیکن همچنین در سال، 2004 برای، Brazil U-23 به میدان رفته‌است 